# لويس أوقستي ساباتير
لويس أوقستي ساباتير (بالفرنسية: Auguste Louis Sabatier)‏ هو عالم عقيدة وصحفي فرنسي، ولد في 22 أكتوبر 1839 في فالون بون دارك في فرنسا، وتوفي في 12 أبريل 1901 في باريس في فرنسا.

## وصلات خارجية
- لويس أوقستي ساباتير على موقع الموسوعة البريطانية (الإنجليزية)